# Virola albidiflora
Virola albidiflora är en tvåhjärtbladig växtart som beskrevs av Adolpho Ducke. Virola albidiflora ingår i släktet Virola och familjen Myristicaceae. Inga underarter finns listade i Catalogue of Life.